# Smetanovy sady
Smetanovy sady är en park i Tjeckien.   Den ligger i regionen Olomouc, i den östra delen av landet, 210 km öster om huvudstaden Prag. Smetanovy sady ligger 218 meter över havet.
Terrängen runt Smetanovy sady är huvudsakligen platt, men åt nordost är den kuperad.Runt Smetanovy sady är det tätbefolkat, med 947 invånare per kvadratkilometer. Närmaste större samhälle är Olomouc, 0,83 km norr om Smetanovy sady. Trakten runt Smetanovy sady består till största delen av jordbruksmark.